# Claus Bantzer

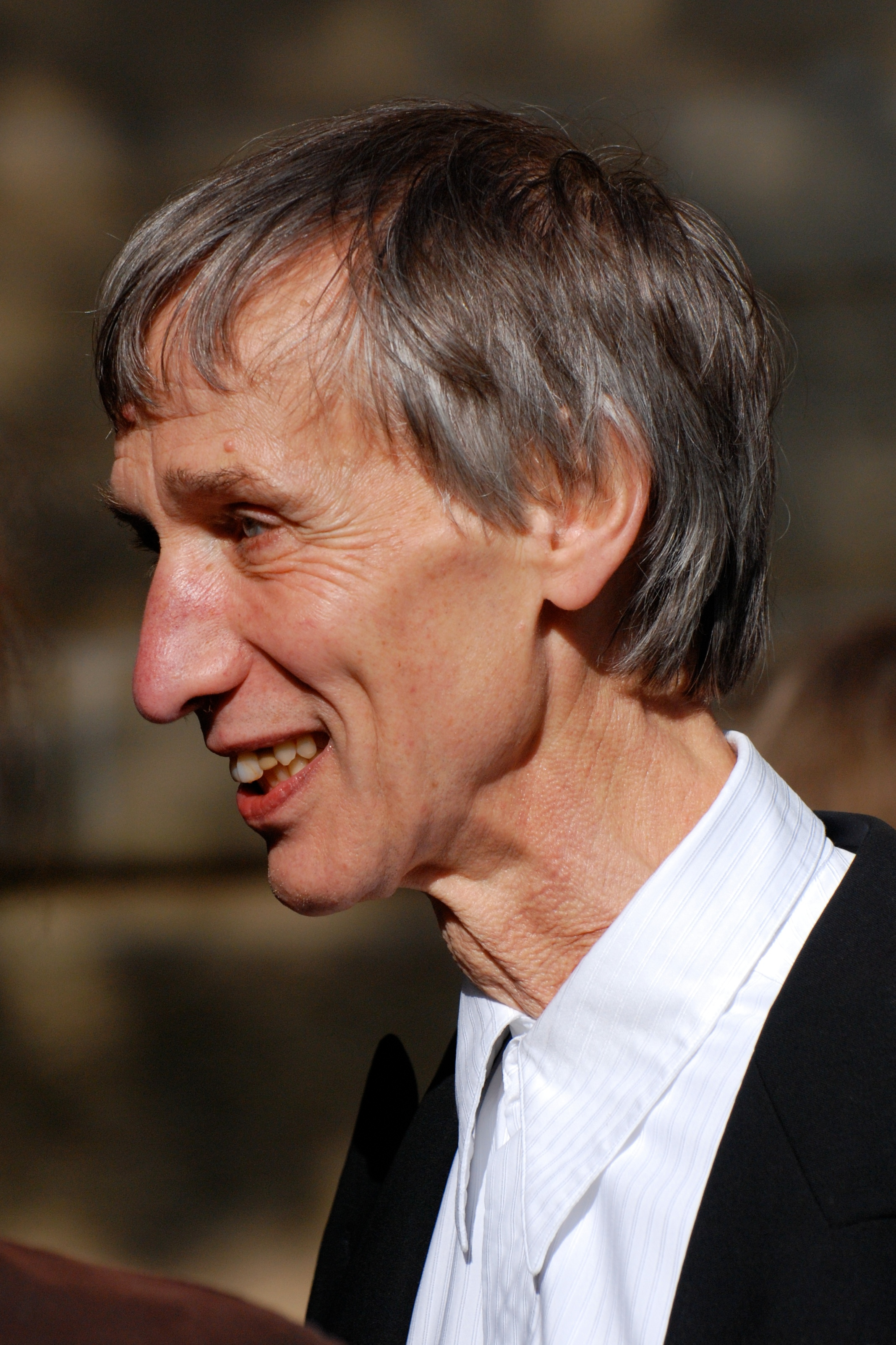
Claus Bantzer (2007)

Claus Bantzer (* 10. Oktober 1942 in Marburg) ist ein deutscher Kirchenmusiker, Komponist und Dirigent.

## Leben und Werk
Claus Bantzer wurde 1942 in Marburg in eine Künstlerfamilie geboren (sowohl Vater als auch Großvater Carl Bantzer waren Maler). Sein älterer Bruder Christoph Bantzer ist Filmschauspieler.
Bantzer begann sein Studium von Klavier, Orgel und Dirigieren an der Hochschule für Musik in Frankfurt am Main. Er setzte sein Studium an der Hochschule für Musik in Hamburg fort, wo er Orgelschüler von Heinz Wunderlich wurde. Gleichzeitig war er dessen Assistent an St. Jacobi.
Von 1975 an war Bantzer Organist, später Kirchenmusikdirektor an St. Johannis Harvestehude in Hamburg, wo er u. a. den Kirchenchor von St. Johannis leitete. 1977 hatte er in der Krimiserie Der Alte in der Folge „Toccata und Fuge“ einen Auftritt als Organist. 1980 gründete er den Harvestehuder Kammerchor, den er ebenfalls leitete. Als Dirigent arbeitete Bantzer seit 1986 mit der Hamburger Camerata zusammen.
1999 startete er die Musikreihe Kreuzungen – Musik verwoben, in der er verschiedene Kunstformen (Tanz, Malerei, Literatur oder Film) mit eigenen Improvisationen verband. An der Reihe waren unter anderem der Choreograph John Neumeier und der Schriftsteller Hamid Skif beteiligt. Dabei bezog er auch Jazzmusiker wie Leszek Zadlo oder Warnfried Altmann ein, mit denen er auch Aufnahmen einspielte.
Als Komponist von Filmmusik arbeitete Bantzer besonders intensiv mit den Regisseuren Peter Lilienthal, Doris Dörrie, Jan Schütte und Tevfik Başer zusammen. In der Filmbiografie Heinrich Heine, in der sein Bruder die Titelrolle spielte, hatte er eine kleine Nebenrolle als Frédéric Chopin.
2008 wurde Bantzer aus dem Kirchendienst pensioniert, und gab die Leitung des Kirchenchors an seinen Nachfolger im Amt ab. Den Harvestehuder Kammerchor leitete er noch bis 2017.

## Filmografie
- 1977: Der Alte (Staffel 1, Folge 4: Toccata und Fuge)

- 1978: Heinrich Heine (als Darsteller)
- 1980: Der Aufstand
- 1980: Geburt der Hexe
- 1982: Dear Mr. Wonderful
- 1983: Das Wagnis des Arnold Janssen
- 1984: Das Autogramm
- 1985: Männer
- 1985: Im Innern des Wals
- 1986: Paradies
- 1986: 40 qm Deutschland
- 1987: Wann, wenn nicht jetzt
- 1987: Drachenfutter
- 1987: Das Schweigen des Dichters
- 1987: Adrian und die Römer
- 1988: Der Radfahrer von San Cristóbal
- 1989: Abschied vom falschen Paradies
- 1990: Winckelmanns Reisen
- 1991: Lebewohl, Fremde
- 1991: Nach Patagonien
- 1994: Auf Wiedersehen Amerika
- 1995: Wasserman – Der singende Hund
- 1996: Angesichts der Wälder
- 2008: Kirschblüten – Hanami

## Andere Kompositionen (Auswahl)
- time before – time after, komponiert zusammen mit ElbtonalPercussion-Mitglied Stephan Krause für Streicher und Schlagzeug (2007)
- Liebe ist nichts, sie wachse denn zuhöchst, Komposition für Solo-Viola, Kammerchor und Perkussions-Ensemble nach einem Text von Paul Valéry (2002)
- Tu deinen Mund auf für die Stummen, Jazz-Kantate, uraufgeführt vom Chor des Norddeutschen Rundfunks (1993)
- Missa Popularis/Jazz Messe, uraufgeführt auf dem NDR Jazzworkshop am 27. November 1980

## Werke auf CD (Auswahl)
- Claus Bantzer: Reflections (Oehms Classics) 2003.
- Claus Bantzer: Missa, Jazz-Messe, ein Live-Mitschnitt vom 16. Juni 2001, Leitung Claus Bantzer Arte Nova (Sony BMG) 2001.
- Es kommt ein Schiff, geladen…, Advents- und Weihnachtsmusik, Harvestehuder Kammerchor, Leitung Claus Bantzer, Arte Nova (Sony BMG) 2000.
- Das Hohelied Salomos, Eine Sammlung Liebeslieder, Harvestehuder Kammerchor, Leitung Claus Bantzer, Arte Nova (Sony BMG) 1999.
- Samsara, Improvisationen für Orgel von Claus Bantzer, Arte Nova (Sony BMG) 1998.
- Chormusik der Romantik, Harvestehuder Kammerchor, Leitung Claus Bantzer, Arte Nova (Sony BMG) 1997.
- Mariengesänge, Harvestehuder Kammerchor, Leitung Claus Bantzer, Arte Nova (Sony BMG) 1996.

## Ehrungen
- 1987 erhielt Bantzer beim Bundesfilmpreis das Filmband in Gold in der Kategorie Filmmusik für 40 qm Deutschland, Paradies und für Das Schweigen des Dichters
- 1994 Prix de la Sacem des jüdisch-israelischen Filmfestivals in Frankreich
- 2001 wurde er mit dem Hamburger Max-Brauer-Preis geehrt
- 2004 Aufnahme in die Freie Akademie der Künste in Hamburg in der Sektion Musik
- 2007 Auszeichnung mit der Biermann-Ratjen-Medaille